# Кріобіологія
Кріобіоло́гія (від дав.-гр. κρύος — холод, βίος — життя і λόγος — вчення, наука) — галузь біологічної науки, яка займається дослідженням структурно-функціональних властивостей біосистем різного рівня організації під дією низьких температур; дає біологічне обґрунтування для розроблення консервантів, обладнання та технологічних процесів холодового консервування і ліофілізації; вивчає біологічні та фізико-хімічні явища, котрі відбуваються в кріобіологічних системах на етапах низькотемпературного консервування.
Наукові основи кріобіології розроблені в кінці XIX-го століття російським вченим П. І. Бахметьєвим.

## Напрямки досліджень
Основні напрямки досліджень:
- Дослідження механізмів холодових пошкоджень, відновлення і захисту біосистем різного рівня організації внаслідок охолодження в широкій температурній зоні.
- Визначення механізмів гіпобіозу й анабіозу живих систем, які мешкають у природних умовах середовища.
- Медико-біологічне обґрунтування розроблення кріоконсервантів.
- Медико-біологічне обґрунтування розроблення обладнання і технологічних процесів консервування та ліофілізації біологічного матеріалу.
- Експериментальне і теоретичне вивчення та використання кріоконсервування біотрансплантантів.